# Willoughby Dickinson
Willoughby Hyett Dickinson, från 1930 1:e baron Dickinson av Painswick, född 9 april 1859, död 31 maj 1943, var en brittisk filantrop och fredsvän.
Dickinson blev advokat 1884. Han deltog i en rad filantropiskt-sociala undersökningskommissioner och företag, samt var liberal ledamot av underhuset 1906-1918. Dickinson blev även president i International union of League of nations societies 1925, och var honorary secretary och drivande kraft inom Världsförbundet för mellanfolkligt samförstånd genom kyrkosamfunden.